# Palazuelos de Eresma
Palazuelos de Eresma település Spanyolországban, Segovia tartományban. Palazuelos de Eresma San Ildefonso, Segovia, San Cristóbal de Segovia, Trescasas és Rascafría községekkel határos. Lakosainak száma 5968 fő (2024).

## Népesség
A település népessége az elmúlt években az alábbi módon változott:
| Lakosok száma | 1619 | 2393 | 3498 | 4044 | 4561 | 4868 | 5174 | 5416 | 5743 | 5968 |
|               | 2001 | 2004 | 2007 | 2009 | 2012 | 2014 | 2017 | 2019 | 2022 | 2024 |